# Saint-Lumine-de-Clisson
Saint-Lumine-de-Clisson é uma comuna francesa na região administrativa da Pays de la Loire, no departamento de Loire-Atlantique. Estende-se por uma área de 18,26 km². Em 2010 a comuna tinha 2 144 habitantes (densidade: 117,4 hab./km²).